# Vålerenga Fotball 2012
Questa voce raccoglie le informazioni riguardanti il Vålerenga Fotball nelle competizioni ufficiali della stagione 2012.

## Stagione
Il Vålerenga chiuse la stagione all'8º posto in classifica. L'avventura nella Coppa di Norvegia 2012 terminò invece al terzo turno, per mano del Sandefjord. Il 15 ottobre, in una conferenza stampa, il Vålerenga e l'allenatore Martin Andresen annunciarono che il rapporto professionale sarebbe terminato al termine dell'annata.
Il calciatore più utilizzato fu Lars Hirschfeld, con 31 presenze (di cui 28 in campionato). Marcus Pedersen fu il miglior marcatore, con le sue 9 reti (8 nell'Eliteserien).

## Maglie e sponsor
Lo sponsor tecnico per la stagione 2012 fu Adidas, mentre lo sponsor ufficiale fu Nordea. La prima divisa era composta da una maglietta blu con inserti rossi, pantaloncini bianchi con inserti rossi e calzettoni rossi con inserti blu. Quella da trasferta era costituita da una maglietta bianca con inserti blu, da pantaloncini e calzettoni blu, con inserti bianchi.
| Casa | Trasferta |

## Rosa
| N. |                         | Ruolo | Calciatore             |
| -- | ----------------------- | ----- | ---------------------- |
| 1  | Canada (bandiera)       | P     | Lars Hirschfeld        |
| 2  | Norvegia (bandiera)     | D     | Benjamin Dahl Hagen    |
| 3  | Norvegia (bandiera)     | D     | Andreas Nordvik        |
| 4  | Norvegia (bandiera)     | D     | André Muri             |
| 5  | Norvegia (bandiera)     | D     | Aleksander Solli       |
| 6  | Norvegia (bandiera)     | D     | Simon Larsen           |
| 8  | Norvegia (bandiera)     | A     | Abdurahim Laajab       |
| 9  | Benin (bandiera)        | A     | Sidoine Oussou         |
| 10 | Norvegia (bandiera)     | A     | Torgeir Børven         |
| 10 | Islanda (bandiera)      | A     | Veigar Páll Gunnarsson |
| 11 | Norvegia (bandiera)     | A     | Morten Berre           |
| 13 | Nigeria (bandiera)      | C     | Fegor Ogude            |
| 14 | Burkina Faso (bandiera) | A     | Yssouf Koné            |
| 15 | Norvegia (bandiera)     | D     | Joachim Thomassen      |
| 16 | Senegal (bandiera)      | C     | Pape Maly Diamanka     |
| 16 | Norvegia (bandiera)     | A     | Håvard Nielsen         |
| 17 | Norvegia (bandiera)     | C     | Mohammed Fellah        |
| 18 | Costa Rica (bandiera)   | D     | Giancarlo González     |
| 19 | Stati Uniti (bandiera)  | A     | Chad Barrett           |

| N. |                     | Ruolo | Calciatore         |
| -- | ------------------- | ----- | ------------------ |
| 19 | Norvegia (bandiera) | A     | Marcus Pedersen    |
| 20 | Norvegia (bandiera) | C     | Dawda Leigh        |
| 21 | Nigeria (bandiera)  | A     | Ahmed Suleiman     |
| 22 | Austria (bandiera)  | C     | Martin Pušić       |
| 23 | Norvegia (bandiera) | C     | Kristofer Hæstad   |
| 24 | Norvegia (bandiera) | D     | Nicolai Næss       |
| 25 | Canada (bandiera)   | A     | Tosaint Ricketts   |
| 26 | Norvegia (bandiera) | C     | Bojan Zajić        |
| 27 | Norvegia (bandiera) | A     | Chuma Anene        |
| 28 | Nigeria (bandiera)  | A     | Aaron Samuel       |
| 28 | Norvegia (bandiera) | C     | Harmeet Singh      |
| 30 | Norvegia (bandiera) | C     | Kamer Qaka         |
| 31 | Norvegia (bandiera) | A     | Shåresh Ahmadi     |
| 33 | Norvegia (bandiera) | C     | Shola Akinyemi     |
| 34 | Norvegia (bandiera) | P     | Gudmund Kongshavn  |
| 37 | Norvegia (bandiera) | P     | Marcus Engebretsen |
| 38 | Norvegia (bandiera) | D     | Deniz Payasli      |
| 40 | Norvegia (bandiera) | A     | Ghayas Zahid       |
| 50 | Norvegia (bandiera) | P     | Øyvind Knutsen     |

## Calciomercato

### Sessione invernale(dal 01/01 al 31/03)
| Acquisti | Acquisti           | Acquisti    | Acquisti      |
| R.       | Nome               | da          | Modalità      |
| -------- | ------------------ | ----------- | ------------- |
| D        | Simon Larsen       | Vindbjart   | definitivo    |
| D        | Joachim Thomassen  | Fredrikstad | definitivo    |
| C        | Martin Pušić       | svincolato  |               |
| A        | Mustafa Abdellaoue | Tromsø      | fine prestito |
| A        | Abdurahim Laajab   | svincolato  |               |
| A        | Marcus Pedersen    | Vitesse     | prestito      |

| Cessioni | Cessioni            | Cessioni        | Cessioni   |
| R.       | Nome                | a               | Modalità   |
| -------- | ------------------- | --------------- | ---------- |
| D        | Freddy dos Santos   |                 | ritiro     |
| D        | Benjamin Dahl Hagen | Fredrikstad     | prestito   |
| D        | Fredrik Stoor       | Lillestrøm      | prestito   |
| D        | Stefan Strandberg   | Rosenborg       | definitivo |
| C        | Adnan Haidar        |                 | svincolato |
| C        | Lars Iver Strand    |                 | svincolato |
| A        | Mustafa Abdellaoue  | Copenaghen      | definitivo |
| A        | Chuma Anene         | Ullensaker/Kisa | prestito   |

### Sessione estiva(dal 01/08 al 31/08)
| Acquisti | Acquisti            | Acquisti        | Acquisti      |
| R.       | Nome                | da              | Modalità      |
| -------- | ------------------- | --------------- | ------------- |
| D        | Giancarlo González  | svincolato      |               |
| D        | Benjamin Dahl Hagen | Fredrikstad     | fine prestito |
| C        | Pape Maly Diamanka  | Rayo Vallecano  | prestito      |
| A        | Chuma Anene         | Ullensaker/Kisa | fine prestito |
| A        | Chad Barrett        | LA Galaxy       | prestito      |
| A        | Torgeir Børven      | Odd Grenland    | definitivo    |
| A        | Tosaint Ricketts    | Timișoara       | definitivo    |
| A        | Ahmed Suleiman      | Heartland       | definitivo    |

| Cessioni | Cessioni               | Cessioni    | Cessioni      |
| R.       | Nome                   | a           | Modalità      |
| -------- | ---------------------- | ----------- | ------------- |
| C        | Dawda Leigh            | Sandefjord  | prestito      |
| C        | Martin Pušić           | Fredrikstad | definitivo    |
| C        | Harmeet Singh          | Feyenoord   | definitivo    |
| A        | Veigar Páll Gunnarsson | Stabæk      | definitivo    |
| A        | Abdurahim Laajab       | Stabæk      | prestito      |
| A        | Håvard Nielsen         | Salisburgo  | definitivo    |
| A        | Sidoine Oussou         | Visé        | prestito      |
| A        | Marcus Pedersen        | Vitesse     | fine prestito |

## Risultati

### Eliteserien

#### Girone di andata
| Arbitro: | Staberg (Harstad) |

|                       |           |                   |
| Nielsen 84’ Pusic 90’ | Marcatori | 38’ (rig.) Đurđić |

| Arbitro: | Moen (Haugesund) |

|                                      |           |                         |
| Storflor 35’ Diomande 47’ Strand 90’ | Marcatori | 22’ Pedersen 36’ Hæstad |

| Arbitro: | Hagen (Grue) |

|                       |           |  |
| Sigurðsson 71’ (aut.) | Marcatori |  |

| Arbitro: | Berntsen (Vang) |

|                        |           |          |
| Vaagan Moen 38’ (rig.) | Marcatori | 1’ Pusic |

| Arbitro: | Edvartsen (Hamar) |

|  |           |                           |
|  | Marcatori | 14’ Valsvik 25’ Brochmann |

| Arbitro: | Helgerud (Lier) |

|         |           |                               |
| Ojo 22’ | Marcatori | 41’ Pedersen 45’ (rig.) Zajić |

| Arbitro: | Berntsen (Vang) |

|                           |           |                      |
| Pedersen 4’, 5’ Berre 13’ | Marcatori | 50’, 61’ Elyounoussi |

| Arbitro: | Skjerven (Kaupanger) |

|                                |           |            |
| Ondrášek 29’ Andersen 31’, 64’ | Marcatori | 86’ Fellah |

| Arbitro: | Johnsen (Tønsberg) |

|             |           |                           |
| Nielsen 90’ | Marcatori | 50’ Hedenstad 71’ Kleiven |

| Arbitro: | Johnsen (Tønsberg) |

|            |           |  |
| Kaland 68’ | Marcatori |  |

| Oslo 23 maggio 2012, ore 20:00 11ª giornata | Vålerenga            | 0 – 0 referto | Rosenborg | Ullevaal Stadion (13.989 spett.)\| Arbitro: \| Skjerven (Kaupanger) \| |
| Arbitro:                                    | Skjerven (Kaupanger) |               |           |                                                                        |

| Arbitro: | Staberg (Harstad) |

|                              |           |                       |
| Brenne 26’ Børven 74’ (rig.) | Marcatori | 29’, 36’, 60’ Nielsen |

| Oslo 2 luglio 2012, ore 19:00 13ª giornata | Vålerenga    | 0 – 0 referto | Aalesund | Ullevaal Stadion (9.488 spett.)\| Arbitro: \| Hagen (Grue) \| |
| Arbitro:                                   | Hagen (Grue) |               |          |                                                               |

| Arbitro: | Helgerud (Lier) |

|  |           |                        |
|  | Marcatori | 8’ Nielsen 62’ Nordvik |

| Arbitro: | Skjerven (Kaupanger) |

|              |           |                    |
| Pedersen 69’ | Marcatori | 26’ Gatt 87’ Angan |

#### Girone di ritorno
| Arbitro: | Berntsen (Vang) |

|             |           |                             |
| Brustad 74’ | Marcatori | 7’ Larsen 69’, 75’ Pedersen |

| Arbitro: | Edvartsen (Hamar) |

|              |           |           |
| Pedersen 62’ | Marcatori | 33’ Askar |

| Arbitro: | Helgerud (Lier) |

|                                                    |           |                      |
| Osmanagić 21’ Mæland 50’ Søderlund 90’ Engblom 90’ | Marcatori | 58’ Fellah 72’ Pusic |

| Arbitro: | Berntsen (Vang) |

|                                        |           |             |
| Berre 14’ Fellah 19’ Hansen 55’ (aut.) | Marcatori | 81’ Rashani |

| Arbitro: | Moen (Haugesund) |

|                   |           |  |
| Gatt 3’ Angan 12’ | Marcatori |  |

| Arbitro: | Hagen (Grue) |

|                                             |           |  |
| Larsen 10’ Børven 16’ Fellah 21’ Samuel 67’ | Marcatori |  |

| Arbitro: | Edvartsen (Hamar) |

|                           |           |  |
| Prica 32’, 41’ Selnæs 90’ | Marcatori |  |

| Arbitro: | Staberg (Harstad) |

|                                      |           |                       |
| Olsen 7’ (aut.) Fellah 60’ Anene 82’ | Marcatori | 14’ Kaland 90’ Larsen |

| Arbitro: | Hansen (Feda) |

|           |           |                             |
| Stene 58’ | Marcatori | 19’ Berre 42’ (rig.) Børven |

| Arbitro: | Johnsen (Tønsberg) |

|           |           |             |
| Anene 76’ | Marcatori | 15’ Ibrahim |

| Arbitro: | Sælen (Bergen) |

|                              |           |            |
| Barrantes 49’, 68’ James 74’ | Marcatori | 28’ Fellah |

| Arbitro: | Staberg (Harstad) |

|           |           |  |
| Berre 71’ | Marcatori |  |

| Arbitro: | Sælen (Bergen) |

|              |           |  |
| Patronen 90’ | Marcatori |  |

| Arbitro: | Hagen (Grue) |

|                     |           |              |
| Ringstad 47’ (aut.) | Marcatori | 33’ Knudtzon |

| Arbitro: | Skjerven (Kaupanger) |

|                      |           |              |
| Ørnskov 53’ Gyan 56’ | Marcatori | 50’ Ricketts |

### Coppa di Norvegia
| Arbitro: | Trædal |

|           |           |                       |
| Dahir 72’ | Marcatori | 12’ Nielsen 67’ Anene |

| Arbitro: | Hansen (Oslo) |

|  |           |                                |
|  | Marcatori | 39’ Berre 47’ Zajić 66’ Laajab |

| Arbitro: | Hansen (Feda) |

|                                            |           |              |
| Gabrielsen 44’ (rig.) Aas 104’ Brekke 113’ | Marcatori | 74’ Pedersen |

## Statistiche

### Statistiche di squadra
| Competizione      | Punti | In casa | In casa | In casa | In casa | In casa | In casa | In trasferta | In trasferta | In trasferta | In trasferta | In trasferta | In trasferta | Totale | Totale | Totale | Totale | Totale | Totale | DR |
| Competizione      | Punti | G       | V       | N       | P       | Gf      | Gs      | G            | V            | N            | P            | Gf           | Gs           | G      | V      | N      | P      | Gf     | Gs     | DR |
| ----------------- | ----- | ------- | ------- | ------- | ------- | ------- | ------- | ------------ | ------------ | ------------ | ------------ | ------------ | ------------ | ------ | ------ | ------ | ------ | ------ | ------ | -- |
| Eliteserien       | 58    | 15      | 7       | 4       | 4       | 22      | 16      | 15           | 5            | 1            | 9            | 20           | 28           | 30     | 12     | 5      | 13     | 42     | 44     | -2 |
| Coppa di Norvegia | -     | 0       | 0       | 0       | 0       | 0       | 0       | 3            | 2            | 0            | 1            | 6            | 3            | 3      | 2      | 0      | 1      | 6      | 3      | +3 |
| Totale            | -     | 15      | 7       | 4       | 4       | 22      | 16      | 18           | 7            | 1            | 10           | 26           | 31           | 33     | 14     | 5      | 14     | 48     | 47     | +1 |

### Statistiche dei giocatori
| Giocatore      | Eliteserien | Eliteserien | Eliteserien | Eliteserien | Coppa di Norvegia | Coppa di Norvegia | Coppa di Norvegia | Coppa di Norvegia | Totale   | Totale | Totale      | Totale     |
| Giocatore      | Presenze    | Reti        | Ammonizioni | Espulsioni  | Presenze          | Reti              | Ammonizioni       | Espulsioni        | Presenze | Reti   | Ammonizioni | Espulsioni |
| -------------- | ----------- | ----------- | ----------- | ----------- | ----------------- | ----------------- | ----------------- | ----------------- | -------- | ------ | ----------- | ---------- |
| S. Ahmadi      | 0           | 0           | 0           | 0           | 0                 | 0                 | 0                 | 0                 | 0        | 0      | 0           | 0          |
| A. Akinyemi    | 3           | 0           | 0           | 0           | 0                 | 0                 | 0                 | 0                 | 3        | 0      | 0           | 0          |
| C. Anene       | 14          | 2           | 0           | 0           | 2                 | 1                 | 0                 | 0                 | 16       | 3      | 0           | 0          |
| C. Barrett     | 5           | 0           | 0           | 0           | 0                 | 0                 | 0                 | 0                 | 5        | 0      | 0           | 0          |
| M. Berre       | 27          | 4           | 1           | 0           | 2                 | 1                 | 0                 | 0                 | 29       | 5      | 1           | 0          |
| T. Børven      | 10          | 2           | 0           | 0           | 0                 | 0                 | 0                 | 0                 | 10       | 2      | 0           | 0          |
| P. Diamanka    | 9           | 0           | 2           | 1           | 0                 | 0                 | 0                 | 0                 | 9        | 0      | 2           | 1          |
| M. Engebretsen | 0           | 0           | 0           | 0           | 0                 | 0                 | 0                 | 0                 | 0        | 0      | 0           | 0          |
| M. Fellah      | 25          | 6           | 5           | 0           | 3                 | 0                 | 2                 | 0                 | 28       | 6      | 7           | 0          |
| G. González    | 12          | 0           | 1           | 0           | 0                 | 0                 | 0                 | 0                 | 12       | 0      | 1           | 0          |
| V. Gunnarsson  | 7           | 0           | 0           | 0           | 3                 | 0                 | 0                 | 0                 | 10       | 0      | 0           | 0          |
| K. Hæstad      | 24          | 1           | 5           | 0           | 1                 | 0                 | 1                 | 0                 | 25       | 1      | 6           | 0          |
| B. Hagen       | 9           | 0           | 0           | 0           | 0                 | 0                 | 0                 | 0                 | 9        | 0      | 0           | 0          |
| L. Hirschfeld  | 28          | 0           | 1           | 0           | 3                 | 0                 | 0                 | 0                 | 31       | 0      | 1           | 0          |
| Ø. Knutsen     | 0           | 0           | 0           | 0           | 0                 | 0                 | 0                 | 0                 | 0        | 0      | 0           | 0          |
| G. Kongshavn   | 4           | 0           | 0           | 0           | 0                 | 0                 | 0                 | 0                 | 4        | 0      | 0           | 0          |
| Ø. Knutsen     | 0           | 0           | 0           | 0           | 0                 | 0                 | 0                 | 0                 | 0        | 0      | 0           | 0          |
| A. Laajab      | 6           | 0           | 0           | 0           | 2                 | 1                 | 0                 | 0                 | 8        | 1      | 0           | 0          |
| S. Larsen      | 27          | 2           | 2           | 1           | 3                 | 0                 | 0                 | 0                 | 30       | 2      | 2           | 1          |
| D. Leigh       | 12          | 0           | 1           | 0           | 2                 | 0                 | 1                 | 0                 | 14       | 0      | 2           | 0          |
| A. Muri        | 25          | 0           | 2           | 0           | 1                 | 0                 | 0                 | 0                 | 26       | 0      | 2           | 0          |
| N. Næss        | 5           | 0           | 1           | 0           | 3                 | 0                 | 0                 | 0                 | 8        | 0      | 1           | 0          |
| H. Nielsen     | 16          | 6           | 0           | 0           | 2                 | 1                 | 0                 | 0                 | 18       | 7      | 0           | 0          |
| A. Nordvik     | 18          | 1           | 4           | 1           | 3                 | 0                 | 0                 | 0                 | 21       | 1      | 4           | 1          |
| F. Ogude       | 8           | 0           | 5           | 0           | 0                 | 0                 | 0                 | 0                 | 8        | 0      | 5           | 0          |
| S. Oussou      | 0           | 0           | 0           | 0           | 0                 | 0                 | 0                 | 0                 | 0        | 0      | 0           | 0          |
| D. Payasli     | 0           | 0           | 0           | 0           | 1                 | 0                 | 0                 | 0                 | 1        | 0      | 0           | 0          |
| M. Pedersen    | 15          | 8           | 2           | 0           | 1                 | 1                 | 1                 | 0                 | 16       | 9      | 3           | 0          |
| M. Pušić       | 16          | 3           | 2           | 0           | 1                 | 0                 | 0                 | 0                 | 17       | 3      | 2           | 0          |
| K. Qaka        | 6           | 0           | 1           | 0           | 1                 | 0                 | 0                 | 0                 | 7        | 0      | 1           | 0          |
| T. Ricketts    | 3           | 1           | 0           | 0           | 0                 | 0                 | 0                 | 0                 | 3        | 1      | 0           | 0          |
| A. Samuel      | 5           | 1           | 0           | 0           | 0                 | 0                 | 0                 | 0                 | 5        | 1      | 0           | 0          |
| H. Singh       | 10          | 0           | 2           | 0           | 1                 | 0                 | 0                 | 0                 | 11       | 0      | 2           | 0          |
| A. Solli       | 7           | 0           | 0           | 0           | 0                 | 0                 | 0                 | 0                 | 7        | 0      | 0           | 0          |
| A. Suleiman    | 10          | 0           | 4           | 0           | 1                 | 0                 | 0                 | 0                 | 11       | 0      | 4           | 0          |
| J. Thomassen   | 18          | 0           | 1           | 0           | 3                 | 0                 | 1                 | 0                 | 21       | 0      | 2           | 0          |
| G. Zahid       | 4           | 0           | 0           | 0           | 0                 | 0                 | 0                 | 0                 | 4        | 0      | 0           | 0          |
| B. Zajić       | 26          | 1           | 4           | 0           | 3                 | 1                 | 0                 | 0                 | 29       | 2      | 4           | 0          |